# 마레크 마테요프스키
마레크 마테요프스키(체코어: Marek Matějovský, 1981년 12월 20일 브란디스나트라벰스타라볼레슬라프 ~ )는 체코의 축구 선수이다. 현재 소속팀은 믈라다 볼레슬라프이다.